# I. e. 283
Évszázadok: i. e. 4. század – i. e. 3. század – i. e. 2. század
Évtizedek: i. e. 330-as évek – i. e. 320-as évek – i. e. 310-es évek – i. e. 300-as évek – i. e. 290-es évek – i. e. 280-as évek – i. e. 270-es évek – i. e. 260-as évek – i. e. 250-es évek – i. e. 240-es évek – i. e. 230-as évek
Évek: i. e. 288 – i. e. 287 – i. e. 286 – i. e. 285 –  i. e. 284 – i. e. 283 – i. e. 282 – i. e. 281 – i. e. 280 – i. e. 279 – i. e. 278

## Események

### Hellenisztikus birodalmak
- Démétriosz Poliorkétész meghal Szeleukosz házi őrizetében (állítólag halálra itta magát unalmában). Holttestét kiadják fiának, Antigonosznak, aki az apja által alapított thesszáliai Démétriászban temeti el őt. Antigonosz makedón királynak nyilvánítja magát, bár az országot a gyakorlatban Lüszimakhosz uralja.

### Róma
- Cnaeus Domitius Calvinus Maximust és Publius Cornelius Dolabella Maximust választják consulnak.
- Dolabella a második Vadimonis-tavi csatában legyőzi a gall szenonok és boiusok, valamint az etruszkok közös haderejét. Dolabella ezután kiűzi a szenonokat Itáliából és földjükön megalapítja Sena Gallica kolóniát.

## Halálozások
- I. Démétriosz Poliorkétész makedón király

## Fordítás
- Ez a szócikk részben vagy egészben  a(z)   283 v. Chr. című német Wikipédia-szócikk ezen változatának fordításán alapul.  Az eredeti cikk szerkesztőit annak laptörténete sorolja fel. Ez a jelzés csupán a megfogalmazás eredetét és a szerzői jogokat jelzi, nem szolgál a cikkben szereplő információk forrásmegjelöléseként.